# 里布尼克祖布里齊亞河
里布尼克祖布里齊亞河（烏克蘭語：Рибник Зубриця），是烏克蘭的河流，位於該國西部，屬於里布尼克河的左支流，流經利沃夫州，河道全長15公里，流域面積66.7平方公里。